# Веллфліт (Массачусетс)
Веллфліт (англ. Wellfleet) — місто (англ. town) в США, в окрузі Барнстебел штату Массачусетс. Населення — 3566 осіб (2020).

### Клімат
| Клімат : Веллфліт            | Клімат : Веллфліт | Клімат : Веллфліт | Клімат : Веллфліт | Клімат : Веллфліт | Клімат : Веллфліт | Клімат : Веллфліт | Клімат : Веллфліт | Клімат : Веллфліт | Клімат : Веллфліт | Клімат : Веллфліт | Клімат : Веллфліт | Клімат : Веллфліт | Клімат : Веллфліт |
| Показник                     | Січ.              | Лют.              | Бер.              | Квіт.             | Трав.             | Черв.             | Лип.              | Серп.             | Вер.              | Жовт.             | Лист.             | Груд.             | Рік               |
| Середній максимум, °C        | 3,4               | 4,2               | 7,1               | 11,9              | 17,1              | 22,2              | 25,7              | 25,2              | 21,6              | 16,1              | 11,6              | 6,7               | 14,4              |
| Середня температура, °C      | −0,2              | 0,4               | 3,2               | 7,9               | 12,9              | 18,1              | 21,6              | 21,3              | 17,8              | 12,4              | 7,9               | 2,9               | 10,6              |
| Середній мінімум, °C         | −3,8              | −3,3              | −0,6              | 3,9               | 8,8               | 13,9              | 17,6              | 17,4              | 14,1              | 8,8               | 4,2               | −0,8              | 6,7               |
| Норма опадів, мм             | 94                | 80                | 103               | 108               | 83                | 90                | 68                | 100               | 91                | 108               | 110               | 97                | 1134              |
| Вологість повітря, %         | 70.2              | 68.3              | 67.2              | 68.5              | 70.8              | 74.2              | 76.4              | 76.3              | 76.6              | 72.6              | 69.6              | 68.5              | 71.6              |
| ---------------------------- | ----------------- | ----------------- | ----------------- | ----------------- | ----------------- | ----------------- | ----------------- | ----------------- | ----------------- | ----------------- | ----------------- | ----------------- | ----------------- |
| Джерело: PRISM Climate Group |                   |                   |                   |                   |                   |                   |                   |                   |                   |                   |                   |                   |                   |

## Демографія
Згідно з переписом 2010 року, у місті мешкало 2750 осіб у 1366 домогосподарствах у складі 724 родин. Було 4305 помешкань
Расовий склад населення:
| - 96,9 % — білих - 0,8 % — чорних або афроамериканців - 0,5 % — азіатів - 0,3 % — корінних американців |

До двох чи більше рас належало 1,0 %. Частка іспаномовних становила 1,5 % від усіх жителів.
За віковим діапазоном населення розподілялося таким чином: 13,4 % — особи молодші 18 років, 60,0 % — особи у віці 18—64 років, 26,6 % — особи у віці 65 років та старші. Медіана віку мешканця становила 53,5 року. На 100 осіб жіночої статі у місті припадало 87,6 чоловіків;  на 100 жінок у віці від 18 років та старших — 87,0 чоловіків також старших 18 років.
Середній дохід на одне домашнє господарство  становив 76 210 доларів США (медіана — 59 042), а середній дохід на одну сім'ю — 91 102 долари (медіана — 68 393). Медіана доходів становила 52 105 доларів для чоловіків та 57 861 долар для жінок. За межею бідності перебувало 11,3 % осіб, у тому числі 2,6 % дітей у віці до 18 років та 9,0 % осіб у віці 65 років та старших.
Цивільне працевлаштоване населення становило 1439 осіб. Основні галузі зайнятості: мистецтво, розваги та відпочинок — 23,7 %, освіта, охорона здоров'я та соціальна допомога — 19,9 %, науковці, спеціалісти, менеджери — 12,9 %, будівництво — 10,7 %.